# Bon-Bon Blanco
Bon-Bon Blanco, parfois abrégé en B3 ou B3, est un groupe de J-pop féminin, composé de façon originale d'une chanteuse, Anna Santos (ja), mi-japonaise mi-hispano-américaine, et de quatre percussionnistes. Le groupe débute en 2002, adoptant un nom et un son aux influences sud-américaines, mais leurs chansons sont également remixées en version pop-dance. Il connait le succès en 2004 avec le tube Bon Voyage!, générique de la populaire série anime One Piece. Mais cette reconnaissance est de courte durée, et les sorties de disques s'espacent les années suivantes. L'une des membres part en 2008, et le groupe annonce finalement l'arrêt de ses activités en mai 2009. La membre MAKO fait aussi du doublage d'anime en tant que seiyū depuis 2005.

## Membres
- Anna Santos (née le 9 juillet 1987) - Chant
- Mako (桜井真子, Sakurai Mako, née le 7 octobre 1986) - Maracas
- Ruri (水谷光里, Mizutani Ruri, née le 7 janvier 1990) - Bongo
- Tomoyo (松本知世, Matsumoto Tomoyo, née le 2 mars 1987) - Timbales
- Izumi (中台泉美, Nakadai Izumi, née le 2 janvier 1988) - Conga (part en 2008)

## Discographie

### Singles
- Ai Want You!! (7/17/2002)
- Datte, Onna no Ko Nandamon! (9/11/2002)
- Ai no Nurse Carnival (2/19/2003)
- Namida no Hurricane (2/19/2003) (2nd générique de fin de l'anime Get Backers).
- Vacance no Koi (6/4/2003)
- Bon Voyage! (1/14/2004) (4e générique de l'anime One Piece)
- Te no Hira wo Taiyou ni (7/14/2004)
- La La Kuchibue Fuite Ikou (9/1/2004)
- Ai ga Ippai (2/23/2005)
- Yura Yura Yureru (8/30/2006)
- Changing (2/21/2007) (2nd générique de fin de l'anime Yamato nadeshiko shichi henge).

### Albums
- BEAT GOES ON (3/26/2003)
- B3 Master Pieces 2002-2004 (3/24/2004)
- Winter Greetings (12/15/2004)

### Vidéos
- B3 Master Clips 2002-2004 (3/24/2004)
- Onna Matsuri (2/6/2008)